# 香川保一
香川 保一（かがわ やすかず、1921年（大正10年）5月5日 - 2014年（平成26年）6月13日）は、日本の裁判官、弁護士。位階は正三位。勲等は勲一等。社団法人民事法情報センター（解散済み）理事長。
札幌高等裁判所長官、名古屋高等裁判所長官、最高裁判所判事などを歴任した。

## 来歴

### 生い立ち
大阪府南河内郡三日市村（現在の河内長野市）の出身で、1947年に東京大学法学部を卒業するとともに、司法試験へ合格。1949年に裁判官として任官された。

### 法務省
1950年には法務省に転官してからは、民事局第一課長、大臣官房秘書課の課長、訟務部部長、官房長、民事局局長などの要職を務めた。

### 裁判所
1979年に浦和地方裁判所の所長へ就任したことを皮切りに、東京高等裁判所の部総括判事、札幌高等裁判所長官、名古屋高等裁判所長官を歴任した。1986年に最高裁判所判事へ任命。
最高裁の大法廷で関わった主要な裁判としては、「自衛官護国神社合祀事件」、「法廷メモ訴訟」などが挙げられる。自衛官の遺族と隊友会山口県支部連合会および自衛隊山口地方連絡部が争った「自衛官護国神社合祀事件」では最高裁判事の判断が分かれる合議割れとなり、香川は多数意見側に加わっていた。なお、判決は、自衛官の遺族の敗訴となった。ローレンス・レペタの国家賠償法に基づき損害賠償を求めた「法廷メモ訴訟」では、香川は多数意見側に加わっており、レペタの上告を棄却した。また「森林法共有林事件」の最高裁大法廷判決では共有林分割請求制限を規定した森林法第186条を違憲判決とする多数意見に対し、合憲とする反対意見を述べた。
『サンケイ新聞』の意見広告を巡って日本共産党と産業経済新聞社が争った「サンケイ新聞事件」では、最高裁判所第二小法廷の裁判長を務め、全員一致で日本共産党の上告を棄却した。また、内申書を巡って保坂展人と東京都および千代田区が争った「麹町中学校内申書事件」では、第二小法廷の裁判長を務め、全員一致で保坂の上告を棄却した。また、「TBSビデオテープ押収事件」では第二小法廷の陪席裁判官を務め、判決では多数意見に加わり、東京放送の特別抗告を棄却した。

### 裁判官退官後
1991年の退官後は弁護士として活動する。また、民事法情報センターの理事長を務めていたが、国会などで問題点が複数指摘され、最終的に民事法情報センターの解散に至る事態となった。
2010年4月13日、民主党による「事業仕分け」の事前調査にて、民事法情報センターが理事会での議論を行わずに無利子・無担保・無期限で1500万円を香川に貸し付けていたことが発覚した。この問題が明るみに出たことから、同年4月15日に香川は全額を返金した。また、民事法情報センターは2009年3月に理事長に対する報酬を改定しており、月額50万円から月額100万円に増額していたことも指摘された。さらに、民事法情報センターの敷地内に、香川の弁護士事務所が設置されている点も明らかにされた。2010年4月16日の衆議院法務委員会の審議ではこれらの点が問題視され、千葉景子法相は民事法情報センターの存廃について検討すると答弁した。
2014年6月13日死去。叙正三位。

## 栄典
- 1993年 - 勲一等瑞宝章[6]。